# 順手牽羊
顺手牵羊是兵法三十六计的第十二计。
原文为：「微隙在所必乘；微利在所必得。少阴，少阳。」（出现微小的漏洞，也必须及时利用；发现微小的利益，也要力争获得。变敌方小的疏忽为我方小的胜利。）

## 按语
何隙捣虚，善于创造和捕捉战机，是扭转战争事态的积极手段。
运用这一计谋还需具有来去顺路，取之顺手，赢之顺时，应手得利的特点。